# Rusa Ier

L'Urartu sous le règne du roi Rusa Ier.

Rusa Ier  ou Rousa Ier, est roi de l'Urartu de 735 à 714 av. J.-C.. Il est le fils et le successeur de Sarduri II.
Il hérite d'un royaume complètement ruiné et à reconstruire, ce qu'il va s'empresser de faire pendant une période de relative paix avec les Assyriens, le nouvel empereur Salmanazar V devant affronter des querelles de succession. Les combats vont reprendre et encore plus rudes avec le nouvel empereur assyrien Sargon II (722-705 av. J.-C.).
La première campagne de Sargon II contre l'Urartu, en 719 av. J.-C., réduit tous les efforts de Rusa Ier à néant. La guerre va culminer avec la célèbre « huitième campagne » de 714 av. J.-C., dont on possède le récit détaillé dans une lettre adressée par le roi au dieu Assur.
Sargon y expose comment, après avoir envahi une partie du territoire, il récupéra un important butin : une tonne d'or, cinq tonnes d'argent et des milliers d'objets. Malgré tout, ce n'est pas une victoire totale pour Sargon II, qui ne parvient pas à s'emparer des citadelles urartéennes et ne dévaste qu'une partie du royaume. C'est pourquoi quand Rusa Ier meurt pendant la guerre contre l'Assyrie (ou peu après), ni la dynastie, ni l'Urartu ne cessent d'exister. Son fils Argishti II lui succède.